# Kołczewo (gmina)
Kołczewo – dawna gmina wiejska istniejąca w latach 1945–54 i 1973–76 w woj. szczecińskim (dzisiejsze woj. zachodniopomorskie). Siedzibą władz gminy było Kołczewo.
Gmina Kołczewo powstała w grudniu 1945 na terenie tzw. Ziem Odzyskanych (tzw. III okręg administracyjny – Pomorze Zachodnie), jako jedna z 3 gmin zbiorowych, na które podzielono powiat woliński. 28 czerwca 1946 gmina weszła w skład nowo utworzonego woj. szczecińskiego.
Według stanu z 1 lipca 1952 gmina składała się z 12 gromad: Chynowo, Domysłów, Kołczewo, Korzęcin, Łuskowo, Międzywodzie, Rabiąż, Sierosław, Warnowo, Wisełka, Zastań i Żółwino. Gmina została zniesiona 29 września 1954 wraz z reformą wprowadzającą gromady w miejsce gmin.
Jednostkę reaktywowano 1 stycznia 1973 w powiecie kamieńskim (powiat woliński zniesiono tegoż dnia) w tymże województwie. 1 czerwca 1975 gmina weszła w skład nowo utworzonego (mniejszego) woj. szczecińskiego. 2 lipca 1976 roku gmina została zniesiona przez połączenie jej terenów z dotychczasową gminą Wolin w nową gminę Wolin.